# Formatie van Steentje-Turnhout
De Formatie van Steentje-Turnhout is een serie gesteentelagen in de ondergrond van het Kempens Bekken in het noorden van België. De formatie behoort tot het Onder-Carboon (Dinantiaan) en de Kolenkalk. Ze is genoemd naar de oude brandweerkazerne van Turnhout en komt nergens aan het oppervlak; ze is alleen uit boringen bekend.

## Beschrijving
De Formatie van Steentje-Turnhout bestaat uit massieve lichtgrijze kalksteen. Lokaal komen niveaus voor waar de kalksteen verbreccied is. In het stratotype worden drie delen onderscheiden:
- Boven in de formatie bleke oölietenkalksteen met breccie in de top.
- In het midden grijze kalksteen met kleiige lagen waarin veel crinoïden voorkomen.
- Onder in de formatie algen-boundstone (bindstone) met bioklastische wackestone en grainstone, deels gedolomitiseerd.

De formatie heeft een variërende dikte, wat veroorzaakt is door de blokkentektoniek ten tijde van afzetting.

## Stratigrafische relaties
De Formatie van Steentje-Turnhout ligt bovenop de dolomietlagen van de Formatie van de Vesder. Waar de top van de formatie intact is, wordt ze afgedekt door de crinoïdenkalksteen van de Formatie van Velp. De Formaties van de Vesder en Velp zijn eveneens onderdeel van de Kolenkalk.
In het westen van het Kempens Bekken komt de mogelijk deels gelijktijdig, deels later afgezette Formatie van Kessel (knollige kalksteen, kleisteen en zandsteen met een kustnabije facies) voor. Waar de twee formaties in elkaar overgaan is niet precies bekend.